# Jacob Goldwasser
Jacob Goldwasser (* 11. September 1950 in Tel Aviv) ist ein israelischer Filmemacher, Fernsehautor und Mitglied der israelischen Filmakademie.

## Leben und Schaffen
Goldwassers Vater verlor in Polen seine ganze Familie während des Holocaust und immigrierte in den 1930er Jahren von dort nach Israel. Mit der ständigen Bedrohung und dem fordernden und harten Leben in Israel wollte er sich nicht abfinden. Auch die Tatsache, seine eigenen Kinder in der Armee zu sehen, bestärkte ihn, erneut auszuwandern. So kam Jacob Goldwasser in den frühen 1960er Jahren nach Australien, doch bereits nach einem Jahr zog die Familie wegen starkem Heimweh zurück nach Israel. Das unstillbare Verlangen, Israel anzugehören, veranlasste Jakob, täglich dafür zu beten, eine Tätigkeit, die er zuvor nie verübt hatte. Diese Sehnsucht lehrte ihn, den zehnjährigen Jungen, wie wichtig eine intakte, zusammengehörige Familie und ein lebendiges Zuhause sei. Diese Erfahrung verarbeitete er in seinem späteren Film „Over the Ocean“ von 1991, in dem der zehn Jahre alte Haim Goldfarb 1962 ebenfalls zeitweise sein Zuhause verliert.
Goldwasser begann seine Karriere mit dem Kinofilm Shalom im Jahr 1973. 1982 folgte die Inszenierung der Dramakommödie Mitahat La'af, in dem die Geschichte von vier Räubern erzählt wird, die auf einer Polizeistation in Jaffa einen Tresor knacken. Dieser Film, der auf einer wahren Begebenheit beruht, besitzt in Israel Kultstatus und verhalf den bedeutenden Schauspielern Moshe Ivgi und Uri Gavriel zum Durchbruch in ihrer Filmkarriere. Der Film gewann den Sonderpreis beim Filmfestival in Frankreich. 1991 folgte Over the Ocean (Me'ever Layam), der noch im selben Jahr in neun Sparten den Ophir Award der Israelischen Filmakademie gewann. In den Hauptrollen spielten Uri Alter als Haim Goldfarb, Arie Muskuna als seine Frau sowie Daphna Rechter und Moti Giladi. 2003 begann Goldwasser mit Jerusalem-Mix (Meorav Yerushalmi) eine TV-Familienepisode, bei der Widwer Shimon Sadeh, gespielt von Shmil Ben Ari (* 1952), einen traditionellen israelischen Familienvater verkörpert. Der Film beschäftigt sich mit der Säkularismus und Religion in Israel und gewann 2004 damit den „Israeli Television Academy Award“ als bester Schauspieler. Die Serie wurde in zwei Staffeln ausgestrahlt und erhielt drei Oscars für das Fernsehen, auch für Ben-Ari, von Schwartz und für die Serie selbst in der Kategorie "Herausragende Drama-Serie".
Goldwasser gilt als Zentralfigur für Filmwerbung in Israel.